# La strana guerra, 1939-1940. Quando Hitler e Stalin erano alleati e Mussolini stava a guardare
La strana guerra è un saggio dello storico Arrigo Petacco, pubblicato per la prima volta nell'ottobre 2006.

## Contenuto
Riporta le vicende politiche, diplomatiche e militari del 1939, riguardanti, prima l'alleanza fra la Germania nazista e l'URSS, poi l'invasione e la divisione della Polonia, e la conseguente entrata in guerra di Francia e Gran Bretagna. 
È pure analizzato il periodo d'immobilismo ed inerzia del fronte franco/tedesco con l'illusione che tutto potesse concludersi con la presa d'atto dello status-quo e, poi, con il "tutti a casa".
Il brusco risveglio avviene con l'invasione del Belgio e il crollo dei franco-britannici: Hitler raggiunge l'Atlantico e anche l'Italia entra in guerra.